# Orlando Dantas
Orlando Vieira Dantas, ou simplesmente Orlando Dantas (Capela, Sergipe, 28 de setembro de 1900 — Aracaju, 9 de abril de 1982) foi jornalista, industrial, político e escritor brasileiro.

## Biografia
Filho de Manuel Correia Dantas (governador de Sergipe de 1928 a 1930), Orlando Dantas descendia de tradicional família sergipana ligada à cana-de-açúcar.  Ingressou nos negócios da família, tendo dirigido a Usina Vassouras e contribuído para a modernização da agroindústria no estado de Sergipe.
Destacou-se porém como intelectual e jornalista, tendo fundando em 1956 o jornal Gazeta Socialista que depois transformou em Gazeta de Sergipe.  Como político foi deputado estadual constituinte em Sergipe em 1946 pela Esquerda Democrática.  Em 1950 foi eleito deputado federal pelo Partido Socialista Brasileiro, sendo o único membro da sua bancada, tendo participado ativamente da campanha O Petróleo É Nosso que resultou na criação da Petrobrás.  Ao final do seu mandato retorna a Sergipe participando com destaque da política local.  No governo de Seixas Dória, foi nomeado presidente do Banco do Fomento Econômico do Estado de Sergipe, depois Banco do Estado de Sergipe.
Publicou diversos ensaios sobre a economia sergipana e brasileira, entre os quais O problema Açúcareiro de Sergipe, 1944, e Análise sobre a Inflação Brasileira, 1958, mas sua obra mais importante foi Vida Patriarcal de Sergipe publicado pela editora Paz e Terra em 1980.